# Folkmängd i Sveriges kommuner den 31 december 2007
Folkmängd i storleksordning, för Sveriges kommuner den 31 december 2007
Kommunnamn 		 	(Folkmängd)
1. Stockholms kommun			(810 120)
2. Göteborgs kommun			(500 197)
3. Malmö kommun			(286 535)
4. Uppsala kommun			(190 668)
5. Linköpings kommun			(141 863)
6. Västerås kommun			(134 684)
7. Örebro kommun			(132 277)
8. Norrköpings kommun		(128 060)
9. Helsingborgs kommun		(126 754)
10. Jönköpings kommun			(125 154)
11. Umeå kommun			(112 728)
12. Lunds kommun			(107 351)
13. Borås kommun			(101 487)
14. Sundsvalls kommun			(94 955)
15. Eskilstuna kommun			(94 785)
16. Huddinge kommun			(94 209)
17. Gävle kommun			(93 509)
18. Halmstads kommun			(90 241)
19. Nacka kommun			(85 661)
20. Södertälje kommun			(84 753)
21. Växjö kommun			(83 994)
22. Karlstads kommun			(83 641)
23. Botkyrka kommun			(80 055)
24. Kristianstads kommun		(77 977)
25. Haninge kommun			(74 968)
26. Luleå kommun			(73 406)
27. Kungsbacka kommun			(72 676)
28. Skellefteå kommun			(71 862)
29. Solna kommun			(65 289)
30. Järfälla kommun			(64 355)
31. Karlskrona kommun			(62 804)
32. Täby kommun			(62 266)
33. Sollentunas kommun		(62 097)
34. Kalmar kommun			(61 693)
35. Mölndals kommun			(59 812)
36. Östersunds kommun			(58 914)
37. Gotlands kommun			(57 004)
38. Varbergs kommun			(56 673)
39. Norrtälje kommun			(55 528)
40. Örnsköldsviks kommun		(55 387)
41. Falu kommun			(55 297)
42. Trollhättans kommun		(54 487)
43. Uddevalla kommun			(51 186)
44. Nyköpings kommun			(50 973)
45. Skövde kommun			(50 610)
46. Hässleholms kommun		(50 006)
47. Borlänge kommun			(48 185)
48. Lidingö kommun			(43 111)
49. Tyresö kommun			(42 332)
50. Motala kommun			(41 953)
51. Trelleborgs kommun		(41 558)
52. Piteå kommun			(40 902)
53. Landskrona kommun			(40 860)
54. Falkenbergs kommun		(40 451)
55. Kungälvs kommun			(40 268)
56. Enköpings kommun			(38 978)
57. Ängelholms kommun			(38 854)
58. Österåkers kommun			(38 720)
59. Sigtunas kommun			(38 372)
60. Upplands Väsby kommun		(38 248)
61. Lerums kommun			(38 085)
62. Lidköpings kommun			(37 922)
63. Värmdö kommun			(37 376)
64. Alingsås kommun			(37 247)
65. Vänersborgs kommun		(36 991)
66. Västerviks kommun			(36 991)
67. Hudiksvalls kommun		(36 905)
68. Sandvikens kommun			(36 879)
69. Sundbybergs kommun		(36 079)
70. Marks kommun			(33 807)
71. Partille kommun			(33 802)
72. Härryda kommun			(33 580)
73. Vellinge kommun			(32 843)
74. Värnamo kommun			(32 823)
75. Katrineholms kommun		(32 207)
76. Strängnäs kommun			(31 715)
77. Falköpings kommun			(31 349)
78. Eslövs kommun			(31 123)
79. Karlshamns kommun			(30 959)
80. Danderyds kommun			(30 851)
81. Karlskoga kommun			(29 872)
82. Nässjö kommun			(29 511)
83. Gislaveds kommun			(29 380)
84. Vallentuna kommun			(28 954)
85. Ronneby kommun			(28 489)
86. Kävlinge kommun			(28 255)
87. Ystads kommun			(27 870)
88. Bodens kommun			(27 535)
89. Ljungby kommun			(27 430)
90. Ale kommun			(27 323)
91. Vetlanda kommun			(26 343)
92. Oskarshamns kommun		(26 309)
93. Bollnäs kommun			(26 189)
94. Arvika kommun			(26 176)
95. Söderhamns kommun			(25 987)
96. Mjölby kommun			(25 654)
97. Ludvika kommun			(25 522)
98. Nynäshamns kommun			(25 499)
99. Ekerö kommun			(24 779)
100. Köpings kommun			(24 740)
101. Härnösands kommun			(24 716)
102. Höganäs kommun			(24 248)
103. Kristinehamns kommun		(23 958)
104. Mariestads kommun			(23 825)
105. Stenungsunds kommun		(23 657)
106. Laholms kommun			(23 258)
107. Kiruna kommun			(23 099)
108. Lindesbergs kommun		(23 099)
109. Ulricehamns kommun		(22 706)
110. Upplands-Bro kommun		(22 682)
111. Avesta kommun			(21 937)
112. Staffanstorps kommun		(21 667)
113. Östhammars kommun			(21 434)
114. Sala kommun			(21 365)
115. Finspångs kommun			(20 589)
116. Sollefteå kommun			(20 538)
117. Lomma kommun			(20 449)
118. Mora kommun			(20 153)
119. Tierps kommun			(20 153)
120. Kumla kommun			(20 157)
121. Nybro kommun			(19 557)
122. Kramfors kommun			(19 473)
123. Svedala kommun			(19 390)
124. Simrishamns kommun		(19 356)
125. Håbo kommun			(19 225)
126. Ljusdals kommun			(19 133)
127. Alvesta kommun			(18 775)
128. Gällivare kommun			(18 703)
129. Skara kommun			(18 518)
130. Sjöbo kommun			(18 093)
131. Tranås kommun			(18 066)
132. Timrå kommun			(17 980)
133. Kalix kommun			(17 162)
134. Sölvesborgs kommun		(16 840)
135. Klippans kommun			(16 336)
136. Eksjö kommun			(16 312)
137. Burlövs kommun			(16 230)
138. Flens kommun			(16 133)
139. Vara kommun			(15 868)
140. Säffle kommun			(15 784)
141. Vimmerby kommun			(15 551)
142. Älmhults kommun			(15 411)
143. Orusts kommun			(15 327)
144. Leksands kommun			(15 288)
145. Hedemora kommun			(15 259)
146. Hallsbergs kommun			(15 256)
147. Salems kommun			(15 177)
148. Höörs kommun			(15 039)
149. Hallstahammars kommun		(15 014)
150. Tjörns kommun			(14 963)
151. Skurups kommun			(14 784)
152. Hörby kommun			(14 757)
153. Lysekils kommun			(14 659)
154. Hammarö kommun			(14 655)
155. Bjuvs kommun			(14 613)
156. Åstorps kommun			(14 533)
157. Krokoms kommun			(14 324)
158. Knivsta kommun			(14 259)
159. Båstads kommun			(14 203)
160. Hultsfreds kommun			(14 046)
161. Söderköpings kommun		(13 959)
162. Mörbylånga kommun			(13 737)
163. Östra Göinge kommun		(13 662)
164. Sunne kommun			(13 473)
165. Heby kommun			(13 407)
166. Arboga kommun			(13 301)
167. Svalövs kommun			(13 184)
168. Olofströms kommun			(13 167)
169. Götene kommun			(13 085)
170. Vaggeryds kommun			(12 981)
171. Mönsterås kommun			(12 956)
172. Lilla Edets kommun		(12 831)
173. Tomelilla kommun			(12 816)
174. Hagfors kommun			(12 804)
175. Torsby kommun			(12 707)
176. Tidaholms kommun			(12 693)
177. Osby kommun			(12 648)
178. Åmåls kommun			(12 545)
179. Strömsunds kommun			(12 532)
180. Tingsryds kommun			(12 502)
181. Lycksele kommun			(12 477)
182. Tanums kommun			(12 271)
183. Öckerö kommun			(12 250)
184. Bromölla kommun			(12 200)
185. Fagersta kommun			(12 183)
186. Tranemo kommun			(11 721)
187. Kils kommun			(11 674)
188. Ovanåkers kommun			(11 647)
189. Strömstads kommun			(11 607)
190. Åtvidabergs kommun		(11 543)
191. Forshaga kommun			(11 415)
192. Askersunds kommun			(11 386)
193. Trosa kommun			(11 362)
194. Oxelösunds kommun			(11 170)
195. Vårgårda kommun			(10 976)
196. Säters kommun			(10 957)
197. Sävsjö kommun			(10 883)
198. Borgholms kommun			(10 855)
199. Rättviks kommun			(10 850)
200. Vaxholms kommun			(10 747)
201. Smedjebackens kommun		(10 734)
202. Filipstads kommun			(10 682)
203. Tibros kommun			(10 662)
204. Härjedalens kommun		(10 645)
205. Habo kommun			(10 526)
206. Malung-Sälens kommun		(10 385)
207. Nora kommun			(10 375)
208. Ånge kommun			(10 323)
209. Svenljunga kommun			(10 313)
210. Hylte kommun			(10 273)
211. Åres kommun			(10 259)
212. Munkedals kommun			(10 245)
213. Gnesta kommun			(10 179)
214. Haparanda kommun			(10 173)
215. Gagnefs kommun			(10 107)
216. Surahammars kommun		(10 062)
217. Årjängs kommun			(9 952)
218. Bengtsfors kommun			(9 897)
219. Hofors kommun			(9 896)
220. Kinda kommun			(9 885)
221. Degerfors kommun			(9 839)
222. Nordanstigs kommun		(9 736)
223. Gnosjö kommun			(9 658)
224. Markaryds kommun			(9 600)
225. Örkelljunga kommun		(9 592)
226. Melleruds kommun			(9 442)
227. Uppvidinge kommun			(9 347)
228. Emmaboda kommun			(9 331)
229. Herrljunga kommun			(9 280)
230. Töreboda kommun			(9 256)
231. Grums kommun			(9 250)
232. Sotenäs kommun			(9 170)
233. Älvkarleby kommun			(9 064)
234. Nykvarns kommun			(9 035)
235. Vingåkers kommun			(9 000)
236. Hjo kommun			(8 809)
237. Eda kommun			(8 653)
238. Älvsbyns kommun			(8 465)
239. Vännäs kommun			(8 357)
240. Bollebygds kommun			(8 232)
241. Kungsörs kommun			(8 170)
242. Lessebo kommun			(8 085)
243. Valdemarsviks kommun		(7 852)
244. Bergs kommun			(7 533)
245. Vadstena kommun			(7 475)
246. Hällefors kommun			(7 361)
247. Älvdalens kommun			(7 287)
248. Nordmalings kommun		(7 276)
249. Vilhelmina kommun			(7 220)
250. Lekebergs kommun			(7 111)
251. Mullsjö kommun			(7 086)
252. Torsås kommun			(7 076)
253. Bräcke kommun			(7 009)
254. Orsa kommun			(6 990)
255. Robertsfors kommun		(6 900)
256. Perstorps kommun			(6 972)
257. Vansbro kommun			(6 916)
258. Karlsborgs kommun			(6 790)
259. Färgelanda kommun			(6 744)
260. Arvidsjaurs kommun		(6 665)
261. Aneby kommun			(6 523)
262. Pajala kommun			(6 429)
263. Storumans kommun			(6 304)
264. Ockelbo kommun			(6 027)
265. Högsby kommun			(5 930)
266. Laxå kommun			(5 870)
267. Grästorps kommun			(5 851)
268. Norbergs kommun			(5 749)
269. Ragunda kommun			(5 681)
270. Essunga kommun			(5 625)
271. Vindelns kommun			(5 613)
272. Gullspångs kommun			(5 371)
273. Ödeshögs kommun			(5 350)
274. Jokkmokks kommun			(5 305)
275. Boxholms kommun			(5 260)
276. Ljusnarsbergs kommun		(5 129)
277. Övertorneå kommun			(4 972)
278. Munkfors kommun			(3 814)
279. Dals-Eds kommun			(4 788)
280. Skinnskattebergs kommun		(4 622)
281. Storfors kommun			(4 383)
282. Norsjö kommun			(4 363)
283. Ydre kommun			(3 726)
284. Överkalix kommun			(3 715)
285. Malå kommun			(3 369)
286. Åsele kommun			(3 180)
287. Arjeplogs kommun			(3 146)
288. Dorotea kommun			(2 914)
289. Sorsele kommun			(2 733)
290. Bjurholms kommun			(2 516)